# 邱坤良
邱坤良（1949年2月13日—），台灣宜蘭縣蘇澳鎮南方澳人，作家、舞台劇編導、戲劇學、戲劇史學者。法國巴黎第七大學文學博士，中國文化大學歷史研究所博士班研究。曾任國立藝術學院院長、國立藝術學院戲劇系主任兼研究所所長、臺北藝術大學校長、臺北藝術大學藝術行政與管理研究所所長、國立中正文化中心董事長、文建會主委，現為臺北藝術大學戲劇學系專任教授、風傳媒專欄作家。

## 行政經歷
1993年到1997年間，在國立藝術學院擔任戲劇學系主任兼研究所所長。1997年當選國立藝術學院院長，10月16日上任；2000年當選連任，在10月16日展開第2個3年任期。2001年8月1日，國立藝術學院改制國立臺北藝術大學，他延續原有任期出任國立台北藝術大學第1任校長；2003年當選連任，在10月16日展開第2個藝術大學校長任期。
2006年1月26日在行政院院長蘇貞昌邀請下，出任行政院文化建設委員會主任委員，2007年5月21日卸任。
2004年3月1日到2006年4月9日間兼任國立中正文化中心（國家兩廳院）改制行政法人後的首任董事長。

## 專書著作
- 《寶島大劇場：目睹之現狀與怪現狀》（2015年）
- 《人民難道沒錯嗎？：《怒吼吧，中國！》．特列季亞科夫與梅耶荷德》（2012年）
- 《續修臺北縣志. 卷九, 藝文志. 第一篇, 戲劇》（2009年）
- 《飄浪舞台：台灣大眾劇場年代》（2008年）
- 《陳大禹》（2006年，戲劇家傳記）
- 《呂訴上》（2004年，戲劇家傳記）
- 《陳澄三與拱樂社：台灣戲劇史的一個研究個案》（2001年）
- 《台灣劇場與文化變遷》（1997年）
- 《日治時期台灣戲劇之研究》（1993年）
- 《現代社會的民俗曲藝》（1983年）

## 文學作品
- 《跳舞男女：我的幸福學校》（2007年，散文隨筆）
- 《真情活歷史：布袋戲王黃海岱》（2007年，黃海岱傳記）
- 《移動觀點：藝術‧空間‧生活戲劇》（2007年，評論）
- 《馬路‧游擊》（2003年，散文隨筆）
- 《南方澳大戲院興亡史》（1999年，散文隨筆）
- 《昨自海上來》（1997年，許常惠傳記）
- 《野台高歌：台灣戲曲參與》（1980年，報導）
- 《民間戲曲散記》（1979年，報導）

## 主編
- 《台灣劇場資訊與工作方法》（1998年）
- 《中國傳統音樂》（1982年）

## 舞台劇編導作品
- 《一官風波》（編劇、導演，2001年首演）
- 《紅旗‧白旗‧阿罩霧》（編劇、導演，1996年首演）
- 《關渡元年一九九一》（導演，1991年首演）
- 《月夜情愁》（編劇、導演，臺灣戲曲中心2018年臺灣戲曲藝術節旗艦製作，唐美雲歌仔戲團演出）

## 外部連結
- 用臺灣的歷史來編劇 國立臺北藝術大學戲劇系名譽教授 邱坤良教授專訪https://magazine.ncfta.gov.tw/onlinearticle_136_854.html （页面存档备份，存于）
- 國家圖書館-當代文學史料系統[永久]
- 宜蘭縣藝文作家資料庫[永久]
- 文建會
- 蔡明男：《找尋幸福的所在——邱坤良散文中的空間書寫研究》國立政治大學台灣文學研究所碩士論文 （页面存档备份，存于）

| 中華民國政府職務 | 中華民國政府職務                                                 | 中華民國政府職務 |
| ---------------- | ---------------------------------------------------------------- | ---------------- |
| 行政院           |                                                                  |                  |
| 前任： 陳其南    | 行政院文化建設委員會主任委員 第八任 2006年1月25日－2007年5月20日 | 繼任： 翁金珠    |